# Fritz Gasper
Fritz Gasper (* 1925 oder 1926; † 4. April 2007 in Kruft) war ein deutscher Beamter und Politiker der CDU. Von 1979 bis 1988 war er Landrat des Landkreises Bitburg-Prüm.

## Leben und Beruf
Nach seinem Jurastudium war Gasper unter anderem am Landgericht Koblenz und am Oberlandesgericht Koblenz tätig, später war er Abteilungsdirektor bei der Straßenverwaltung Rheinland-Pfalz.
Gasper lebte zuletzt in Kruft, wo er auch am 10. April 2007 beigesetzt wurde.

## Politik
Am 6. Dezember 1979 wurde Gasper vom Kreistag des Landkreises Bitburg-Prüm zu dessen Landrat gewählt. In seiner Amtszeit wurde der bislang stark landwirtschaftlich geprägte Landkreis zu einem Wirtschaftsstandort weiterentwickelt. Ebenso trieb er den Denkmalschutz, die Dorferneuerung sowie den Tourismus voran. Neben seiner Tätigkeit als Landrat war er zudem Vorsitzender des Verwaltungsrats der Kreissparkasse Bitburg-Prüm. Ebenso war er Kreisvorsitzender des Deutschen Roten Kreuzes.
Zum 31. Dezember 1988 schied er aus dem Amt des Landrats aus, sein Nachfolger wurde Roger Graef.

## Ehrungen
- 1988: Dr.-Johann-Christian-Eberle-Medaille
- 1989: Bundesverdienstkreuz am Bande
- Kreiswappen in Gold[2]